# راؤول غارسيا غوزمان
راؤول غارسيا غوزمان هو سياسي مكسيكي، ولد في 20 فبراير 1975 في مونتيري في ولاية نويفو ليون. نشط حزبياً في حزب العمل الوطني. وقد انتخب عضو مجلس الشيوخ المكسيكي ‏ وانتخب عضو مجلس النواب المكسيك ‏.